# Dia Art Foundation
Die Dia Art Foundation ist eine Kunststiftung in New York City, die Kunstprojekte aller Art initiiert und unterstützt und ein eigenes Kunstmuseum (Dia:Beacon) unterhält. Sie wurde 1974 von Philippa de Menil, einer Tochter der Kunstsammlerin Dominique de Ménil aus Houston, und ihrem Ehemann, dem Kunsthändler Heiner Friedrich, gegründet. Der Name Dia wurde dem Griechischen entnommen und bedeutet „durch“. Das Gründerpaar wählte den Namen, um anzudeuten, dass die Stiftung künstlerische Projekte fördert, die andernfalls wegen ihres Charakters oder ihrer Größenordnung nicht realisiert würden.
Zu den geförderten Projekten gehörte der Museumskomplex der Chinati Foundation in Marfa, Texas, und das 7000 Eichen-Projekt von Joseph Beuys.
Die Stifter sammelten in den ersten zehn Jahren Werke von Joseph Beuys, John Chamberlain, Walter De Maria, Dan Flavin, Donald Judd, Imi Knoebel, Blinky Palermo, Fred Sandback, Cy Twombly, Andy Warhol, Robert Whitman und La Monte Young.
Seit 1997 legte die Stiftung eine eigene Sammlung für ein geplantes Kunstmuseum an. Die ersten dafür geschenkten Kunstobjekte waren drei Skulpturen aus Richard Serras Torqued Ellipses-Serie (1996–97), die Serra für eine Ausstellung in den Lagerhallen der Dia-Stiftung in Chelsea (Manhattan) geschaffen hatte.
Durch Ankäufe, Geschenke und Dauerleihgaben wurde die ständige Sammlung erweitert um Werke der Künstler Bernd und Hilla Becher, Louise Bourgeois, Michael Heizer, Robert Irwin, Hanne Darboven, Katharina Fritsch, Ann Hamilton, Jenny Holzer, On Kawara, Sol LeWitt, Agnes Martin, Bruce Nauman, Gerhard Richter, Robert Ryman, Robert Smithson, Diana Thater, Rosemarie Trockel und Lawrence Weiner.
Mit Dia:Beacon schuf sich die Stiftung ihr eigenes Museum, welches 2003 am Ufer des Hudson in Beacon im US-Staat New York eröffnet wurde.